# Соллогуб, Ян
Граф Ян Соллогу́б (Jan Sołłohub; на русский манер Иван Антонович; 1747 — ок. 1812) — генерал-адъютант польского короля Станислава Августа (1774), впоследствии генерал-майор русской армии (1785). Основатель одной из ветвей рода Соллогубов.

## Биография
Родился в Вильне 24 сентября (5 октября) 1747 года в семье воеводы литовского Антония Сологуба (1710—1759) и княжны Бригитты Радзивилл (1727—1773). По отцу был внуком великого Казначея литовского Яна Сологуба; по матери — князя Николая Радзивилла.
В 1761 году — майор литовской артиллерии. Перешёл на русскую службу: в 1777 году — полковник, командир Славянского гусарского полка; 1 января 1785 года получил чин генерал-майора. Участвовал в русско-турецкой войне 1787—1791 гг: в 1787 году состоял в 1-й Екатеринославской дивизии действующей армии, в 1788 — при Потемкине под Очаковым. 25 августа 1793 года был уволен в отставку без прошения. Кавалер ордена Св. Станислава (6 мая 1777) и голштинского ордена Св. Анны (1776); ордена Белого Орла (30 сентября 1797).
Имел до 80 тысяч душ крестьян; владелец замка в Опоруве (1781—1792); Шлиссельбургский уездный предводитель дворянства (до 1798). По Высочайшему велению императора Павла I 23 февраля 1798 года был уволен от должности предводителя и отправлен в отпуск.
По отзыву Ф. Булгарина, граф Соллогуб был «весьма приятной наружности, чрезвычайно обходительный и вежливый», но в 1803 году, пользуясь покровительством М. А. Нарышкиной, он вздумал отобрать у своей жены имение Горки и выхлопотал у Александра I на него опеку, между тем как по закону было имения, «кроме малолетних и безумных, в опеку не брать». Спор этот привел его к полному разрыву с семьей.
Скончался в Дрездене около 1812 года.

## Семья
- Первая жена (с апреля 1777 года) — Мария (Марианна Катаржина) Сапега (1760— ?), дочь польского гетмана литовского, князя Александра Михаила Сапеги (1730—1793) и Магдалены Агнешки Любомирской (1739—1780). В 1778 году супруги развелись, не имея общих детей.
- Вторая жена (с 22 августа 1781 года)[3] — Наталья Львовна Нарышкина (1761—21.08.1819), дочь Л. А. Нарышкина; при торжестве в Москве мира с турками 11 июля 1775 года была пожалована фрейлиной, а 24 ноября 1780 года обручена с графом Соллогубом. Екатерина II лично хлопотала при обручении, в день своих именин, и при венчании, а после присутствовала на пиру. Супруги проживали почти постоянно в Петербурге, где Наталья Львовна блистала при дворе и была знаменита своей пышной красотой, которая поддерживалась роскошью в манерах и нарядах. Согласно дневнику Храповицкого в феврале 1787 года, во время путешествия императрицы, в Киеве, на бале у Кобенцеля графиня Соллогуб явилась с грудью до того открытой, что у графа Румянцева вырвалось восклицание: «Нельзя лучше представить искушения»[4]. Одним из поклонников графини был князь Потемкин. Ей принадлежало огромное имение Горки в Могилевской губернии, где часто гостил Державин и воспевал его в своих стихах. Супружество Натальи Львовны весьма счастливое в начале в 1803 году было омрачено  имущественным спором, из-за чего в старости она жила с мужем врозь. Скончалась в Петербурге и была похоронена в Александро-Невской лавре[5]. В браке родились:
  - Екатерина (13.03.1784—01.03.1827) — замужем (с 09.10.1801) за князем Г. С. Голицыным
  - Лев (1785 или 1783 — 1825?)
  - Александр (1787—1843) — отец писателя В. А. Соллогуба.

- Наталья Львовна,
жена
- Екатерина,
дочь
- Лев,
сын
- Александр,
сын